# Avenue Bachaga-Saïd-Boualam
L'avenue Bachaga-Saïd-Boualam est une voie de la commune française de Cannes dans le département des Alpes-Maritimes en région Provence-Alpes-Côte d'Azur.

## Situation et accès
L'avenue Bachaga-Saïd-Boualam est une voie rapide située entre les quartiers Riou - Petit Juas - Av. de Grasse et du Centre - Croisette. Elle commence, au niveau de la rue Louis-Blanc, au sortir de l'avenue des Anciens-Combattants-en-Afrique-du-Nord qui mène à la Croix-des-Gardes et La Bocca et se termine sur la place du Dix-Huit-Juin. Elle est suivie par le boulevard de la Première-Division-française-libre qui poursuit la voie rapide vers la Pointe Croisette. Elle est  longée au sud par le boulevard de la Ferrage. Elle est accessible par l'avenue de Grasse et le boulevard Carnot à partir de la place du Dix-Huit-Juin.

## Origine du nom

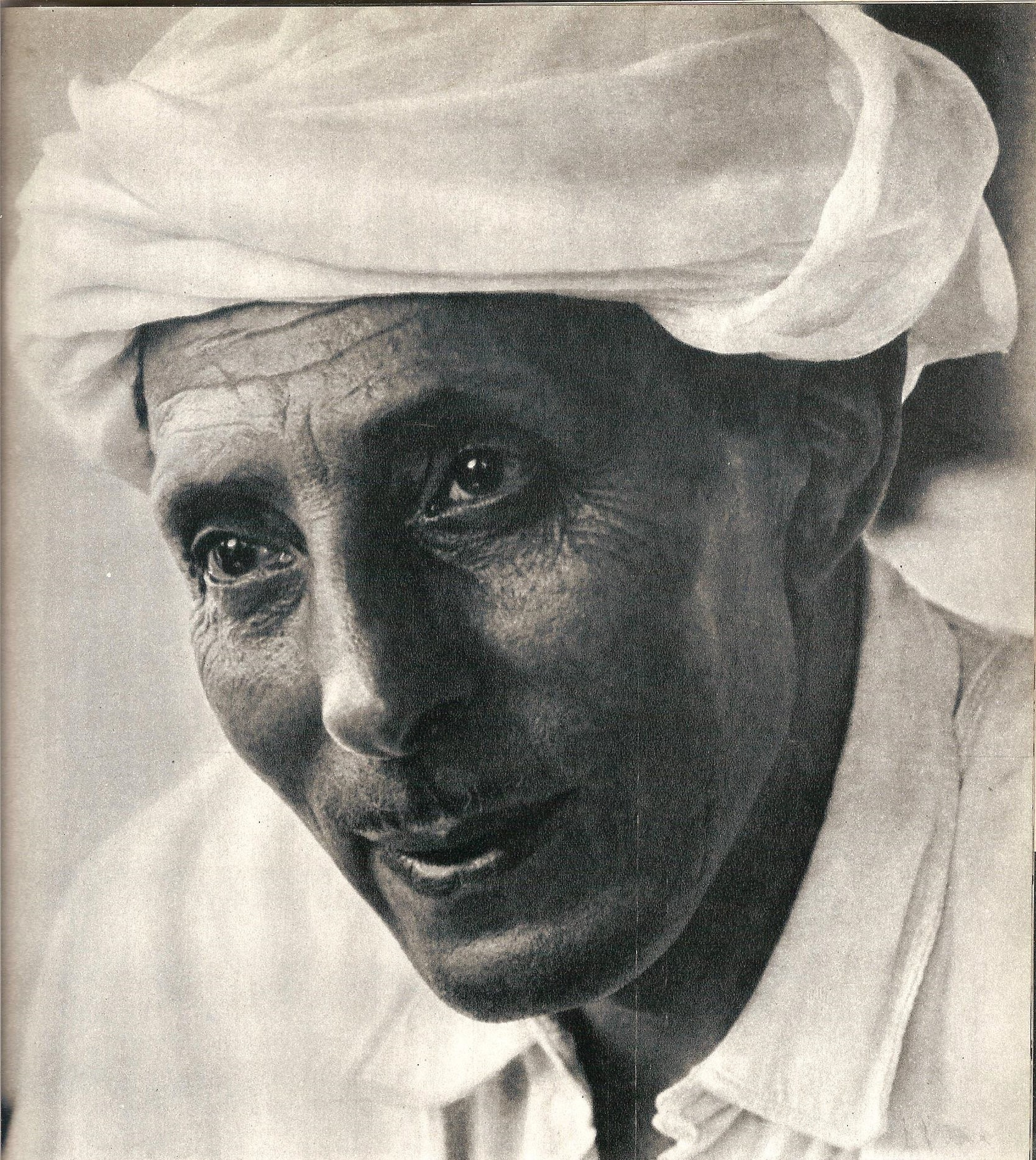
Portrait du bachagha Saïd Boualam.

Son nom est un hommage de la municipalité, par délibération du 24 novembre 1982, au bachagha Saïd Boualam, haut-dignitaire chef de la tribu des Béni-Boudouane, officier de l'Armée française, chef de bataillon de réserve, responsable de la harka de la région de l'Ouarsenis pendant la guerre d'Algérie, élu député d'Orléansville le 30 novembre 1958, conseiller général de Duperré en mai 1960, cofondateur du Rassemblement pour l'Algérie française en octobre 1959, élu quatre fois vice-président de l'Assemblée nationale entre 1958 et 1962.

## Historique
Il s'agit du deuxième tronçon, d'une longueur de 335 mètres, de la couverture, construite à partir de 1963, de la voie ferrée qui traverse le centre-ville d'ouest en est.